# Сельское поселение Красносамарское
Сельское поселение Красносамарское — муниципальное образование в составе Кинельского района Самарской области.
Административный центр — село Красносамарское.

## Административное деление
В состав сельского поселения входят:
- село Красная Самарка,
- село Красносамарское,
- посёлок Круглинский,
- посёлок Лебяжий,
- посёлок Поплавский.